# Pelecinidae
Die Pelecinidae sind eine Familie der Hautflügler. Die wenigen lebenden Arten werden alle in die Gattung Pelecinus Latreille gestellt. Es sind allerdings weitaus mehr fossile Arten als rezente bekannt, so dass die überlebende Familie als Reliktgruppe einer früher weitaus artenreicheren und weiter verbreiteten Verwandtschaft aufgefasst wird.

## Merkmale
Es handelt sich um relativ große Hautflügler mit einer Körperlänge der Weibchen von 20 bis 70 Millimeter, die auch innerhalb der Arten variabel ist. Die häufigste Art ist schwarz gefärbt, zwei seltenere, südamerikanische Arten teilweise rotbraun. Weibchen sind auf den ersten Blick kenntlich und innerhalb der Verwandtschaft fast unverwechselbar durch ihren extrem verlängerten, langen und dünnen Hinterleib (Metasoma) mit kurzem, weitgehend verborgenen Legebohrer. Weitere wichtige Merkmale: Das erste Tarsenglied der Hinterbeine deutlich kürzer als das zweite, im Vorderflügel ist die Flügelader Rs (Radialsektor), die einzige vom Flügelmal (Pterostigma) abgehende Ader, gegabelt.
Am Kopf sind die Mandibeln zweispitzig und in Ruhe überlappend, die Maxillarpalpen fünf-, die Labialpalpen dreisegmentig. Die Stirn (Frons) trägt mittig eine dreieckige Erhebung. Die Antennen sind fadenförmig, sie inserieren hoch über dem Clypeus, sind vierzehnsegmentig (in beiden Geschlechtern gleich). Die Ansatzstelle des Kopfes am Pronotum ist verengt und kragenförmig abgeschnürt. Das Mesonotum trägt oben ein Paar Kiellinien, die Notaulices, die nach hinten zu konvergieren. Mesoscutum und Scutellum sind durch eine tiefe, etwas gezähnelte Naht getrennt. Das Propodeum ist langgestreckt, auf der Oberseite glatt, seitlich dicht behaart. Die Hintertibien des Weibchens sind zur Spitze hin angeschwollen, Vordertibien tragen einen, die mittleren zwei und die hinteren ebenfalls zwei Sporne. Die Vorderflügel besitzen in der Basalhälfte nur zwei Längsadern (als Costa und verschmolzene Subcosta/Radius interpretiert), die Costalzelle ist zum Rand hin offen, die Flügelmembran hier immer bräunlich gefärbt, abseits davon sind die Flügel entweder klar oder, variabel und in unterschiedlicher Ausdehnung verdunkelt; das Flügelmal ist unauffällig. Die Hinterflügel sind völlig ungeadert und zum Rand hin verdunkelt. In Ruheposition werden die Flügel nicht eingefaltet. Das Metasoma des Weibchens ist extrem verlängert, es besteht aus sechs klar erkennbaren Segmenten. Am ersten Segment sind Tergum und Sternum klar erkennbar, an den hinteren Segmenten sind die Tergite ringförmig verschmolzen, die Sternite zweigeteilt und in Gelenkflächen umgewandelt, die seitliche Bewegungen des Hinterleibs ermöglichen. Am letzten Segment sitzen zwei Anhänge (Cerci) und ein kurzer, weitgehend im Hinterleib verborgener Legebohrer. Das Metasoma beim Männchen ist gestielt (erstes Segment verlängert), es besteht aus sieben Segmenten, von denen aber nur sechs äußerlich sichtbar sind. Der Hinterleib hinter dem Stiel (Petiolus) ist etwas keulenförmig erweitert, stark sklerotisiert, die Segmente dicht aneinandergeschlossen.

## Lebensweise
Nur für die häufigste Art, Pelecinus polyturator, liegen Angaben zur Lebensweise vor. Demnach sind die Larven Endo-Parasitoide von bodenlebenden Blatthornkäfer-Larven der Gattung Phyllophaga, möglicherweise auch weiterer Arten mit ähnlicher Lebensweise. Das Weibchen belegt die Larven des dritten Stadiums mit Eiern, dabei dient der modifizierte, verlängerte Hinterleib als Werkzeug zum Graben.
Die Art ist bekannt dafür, dass die Verteilung der Geschlechter von der geographischen Breite abhängt. Populationen in den Tropen sind zweigeschlechtlich, solche der gemäßigten Zonen im Norden und Süden bestehen ausschließlich aus Weibchen, sie sind (thelytok) parthenogenetisch.

## Verbreitung
Die Arten der Gattung leben ausschließlich in Amerika, von Ostkanada über die östlichen USA, Mittelamerika, den Nordwesten Südamerikas bis zur Atlantikküste Nordargentiniens. In tropischen Breiten scheint sie auf Bergland und Gebirge beschränkt. Zumindest die häufigste Art Pelecinus polyturator gilt allgemein als recht häufig, sie ist in Nordamerika in Wäldern weit verbreitet.

## Verwechslungsmöglichkeit
Einzige in der Körpergestalt ähnliche Familie sind die Monomachidae. Diese haben aber mehr Längsadern im Vorderflügel, eine geschlossene Radialzelle, geaderte Hinterflügel, die Weibchen graduell (nicht keulenförmig) verbreiterte Hinterschienen, außerdem ist das erste Segment der Hintertarsen immer länger als das zweite. (Nur in dieser Familie kommen auch flügellose Arten vor).

## Systematik, Taxonomie, Phylogenie
Die lebende Gattung Pelecinus umfasst drei valide Arten:
- Pelecinus polyturator im gesamten Verbreitungsgebiet. Typusart der Gattung (als Ichneumon polycerator Fabricius)
- Pelecinus dichrous in Argentinien, Brasilien (Minas Gerais), Paraguay, Uruguay
- Pelecinus thoracicus in Mexiko.

Die Pelecinidae sind eine Familie der Überfamilie Proctotrupoidea innerhalb der vielgestaltigen Proctotrupomorpha (früher oft als „Mikrohymenopteren“ bezeichnet). Diese Position wurde auch in molekularen Studien (anhand homologer DNA-Sequenzen) bestätigt. Sie stehen demnach relativ basal in der Überfamilie, als basalster Abzweig nach den Roproniidae, möglicherweise auch als Schwestergruppe zu diesen. Diese Position gilt sowohl nach morphologischen wie nach molekularen Ergebnissen als sehr wahrscheinlich. Ältere Ergebnisse, nach denen diese beiden Familien Schwestergruppen der Gallwespenartigen sein sollten, gelten heute als unwahrscheinlich.

## Fossilien
Fossile Pelecinidae sind selten, aber in zahlreichen Arten gefunden worden, so dass die Familie fossil weitaus artenreicher ist als rezent. Es sind 10 Gattungen mit mehr als 40 Arten beschrieben worden. Die ältesten fossilen Arten stammen als Kompressionsfossilien aus der mittel-jurassischen Jiulongshan-Formation aus der äußeren Mongolei (China). Die meisten fossilen Arten sind kleiner als die rezenten. Henopelecinus pygmaeus aus kreidezeitlichem Bernstein aus New Jersey (USA) war nur 6,5 Millimeter lang. Auch aus dem eozänen baltischen Bernstein wurde eine Art beschrieben: Pelecinopteron tubuliforme Brues.